# Buccochromis lepturus
Buccochromis lepturus è una specie di pesci della famiglia dei Ciclidi. È endemico del Malawi, in Africa orientale. Il suo habitat naturale sono i laghi d'acqua dolce.